# Qoţānlū
Qoţānlū (persiska: قطانلو) är en ort i Iran.   Den ligger i provinsen Östazarbaijan, i den nordvästra delen av landet, 500 km nordväst om huvudstaden Teheran. Qoţānlū ligger 631 meter över havet och antalet invånare är 177.
Terrängen runt Qoţānlū är huvudsakligen kuperad, men österut är den bergig. Qoţānlū ligger nere i en dal. Runt Qoţānlū är det ganska glesbefolkat, med 28 invånare per kvadratkilometer. Närmaste större samhälle är Hūrānd, 12,5 km väster om Qoţānlū. Trakten runt Qoţānlū består i huvudsak av gräsmarker.